# Корфский протокол
Корфский протокол (греч. Πρωτόκολλο της Κέρκυρας, алб. Protokolli i Korfuzit) — соглашение, подписанное на острове Корфу 17 мая 1914 года представителями Албании и Северного Эпира.
Переговоры проводились на острове Корфу, где 17 мая 1914 года представители Албании и Северного Эпира подписали соглашение, известное как Корфский протокол. По его условиям две провинции, Корчи и Гирокастра, получали полную автономию (corpus separatum) под номинальным суверенитетом албанского князя Вида. Албанское правительство имело право назначать и увольнять губернаторов и высших чиновников, опираясь на мнение местного населения. Другими пунктами было: пропорциональный набор коренных жителей в местную жандармерию и запрет нахождения в регионе военных отрядов, набранных не из местного населения. В православной школе греческий язык должен быть единственным языком обучения, за исключением первых трех классов. Греческий язык становился также равноправным с албанским в официальной сфере. Привилегии османской эпохи в Химаре восстанавливались, в качестве «капитана» (правителя) на 10 лет назначался иностранец.
Выполнение и соблюдение протокола было возложено на Международную контрольную комиссию, а также организации государственного управления и отделы юстиции и финансов в регионе. Создание и подготовка местной жандармерии должны были проводиться голландскими офицерами.
Договор был ратифицирован Протоколом представителей великих держав в Афинах 18 июня и албанским правительством 23 июня. Учредительное собрание Эпира в Дельвине также утвердило условия протокола, хотя делегаты Химары протестовали, утверждая, что только союз с Грецией может дать жизнеспособное решение. В начале июля города Тепелена и Корче (8 июля) перешли под контроль временного правительства Северного Эпира.